# Mychajło Stelmach (piłkarz)
Mychajło Andrijowycz Stelmach, ukr. Михайло Андрійович Стельмах, ros. Михаил Андреевич Стельмах, Michaił Andriejewicz Stielmach (ur. 29 kwietnia 1966 w Kijowie, zm. 13 stycznia 2025) – ukraiński piłkarz, grający na pozycji napastnika, trener piłkarski.

## Kariera piłkarska

### Kariera klubowa
Karierę piłkarską rozpoczął w drużynie Dynamo Irpień, skąd w 1988 przeszedł do Dynama Kijów. Potem występował w Hałyczynie Drohobycz i Szachtarze Donieck. Podczas przerwy zimowej sezonu 1991/92 wyjechał do Jugosławia, gdzie zasilił skład Spartaka Subotica. Latem 1992 powrócił do Ukrainy, gdzie potem bronił barw klubów Karpaty Lwów, Ewis Mikołajów, CSKA-Borysfen Boryspol i Worskła Połtawa. W 1998 roku zakończył karierę piłkarską w wojskowym zespole CSKA Kijów.

### Kariera trenerska
Po zakończeniu kariery piłkarskiej najpierw pomagał trenować CSKA Kijów, a od 2005 pracował w sztabie szkoleniowym FK Charków. W listopadzie 2006 pełnił obowiązki głównego trenera, a od lipca 2008 do 18 kwietnia 2010 samodzielnie prowadził charkowski klub.

## Sukcesy i odznaczenia

### Sukcesy klubowe
- brązowy medalista Mistrzostw ZSRR: 1989
- zdobywca Pucharu ZSRR: 1990

### Odznaczenia
- tytuł Mistrza Sportu ZSRR: 1990